# Петко Тунчев
Петко Петров Тунчев е български революционер, деец на Вътрешната македоно-одринска революционна организация и на Българския земеделски народен съюз.

## Биография
Петко Тунчев е роден на 14 октомври 1883 година в неврокопското село Либяхово, тогава в Османската империя. Влиза във ВМОРО и участва в борбата на организацията с османската власт. Четник е на Тодор Паница. По времето на Балканската война е доброволец в Македоно-одринското опълчение и служи в четата на Яне Сандански и в 1 рота на 14 воденска дружина. През Първата световна война служи в Българската армия.
След войната става член на БЗНС и е избран за общински съветник. Преследван е след Деветоюнския преврат в 1923 година. През септември 1923 година, в навечерието на комунистическото въстание, е арестуван и откаран в Неврокоп. През май 1925 година е задържан от дейци на ВМРО при Дъбнишката акция на ВМРО, откаран в Дъбница, където е измъчван повече от 40 дни и на 15 юни е убит.